# Erik Nordenson (präst)
Erik Jonas Nordenson, född den 2 juli 1805 i Lockne socken, Jämtland, död den 2 juli 1887 i Munktorps socken, var en svensk präst. Han var far till medicinaren Erik Nordenson. 

## Biografi
Nordenson, vars far var fältväbel och länsman, blev student vid Uppsala universitet 1827 och prästvigdes 1829. I sin filosofie kandidatexamen 1832 erhöll han det högsta betygsantal, som veterligen givits i den så kallade gamla graden, nämligen 37 betyg (det erforderliga antalet var 12). Han promoverades som primus till filosofie magister 1833. Samma år fick han tjänst som lärare vid Hillska skolan på Barnängen i Stockholm och 1834–1847 vid Nya elementarskolan i Stockholm, från 1839 som huvudlärare i kristendom och grekiska. 
År 1845 utnämndes Nordenson till ordinarie hovpredikant och pastor i Hovförsamlingen, fick tillika fullmakt på Lovö pastorat samt antogs 1846 till konfessionarius vid det hovet. År 1849 befordrades han till överhovpredikant och preses i hovkonsistoriet, utnämndes 1859 till kyrkoherde i Munktorps församling av Västerås stift och fungerade 1862–1878 som kontraktsprost. År 1863 fick han på begäran avsked från överhovpredikantsbefattningen. 
År 1860 utnämndes Nordenson till teologie doktor. Han var högt uppburen som predikant och utgav Predikningar i tre delar (1845–1848, senare delvis omtryckt i ny upplaga).